# Korotniewo (obwód wołogodzki)
Korotniewo (ros. Коротнево) – wieś (dieriewnia) w Rosji, w rejonie czerepowieckim obwodu wołogodzkiego. W 2002 r. liczyła 6 mieszkańców, a 2010 roku siedmiu.